# John Hick
John Hick, né le 20 janvier 1922 à Scarborough (Yorkshire du Nord) et mort le 9 février 2012 à Birmingham (Midlands de l'Ouest), est un philosophe et un théologien britannique connu pour ses travaux en philosophie de la religion. D'abord missionnaire évangélique de tendance évangélicaliste, il a contribué à la manière de penser le pluralisme religieux. Il devint protestant libéral après de nombreuses années passées en Inde.

## Théologie
Il considère que jusqu'au concile de Chalcédoine, le langage chrétien contenant le discours d'exaltation du Christ est purement liturgique et dévotionnel. Pour lui, l'œuvre du concile Chalcédoine consiste moins à créer une théologie à l'issue d'un débat qu'à en modifier la réception. À partir de la promulgation du dogme, une seule compréhension en est permise, qui est littérale et verbale au lieu du discours amoureux et métaphorique qui préexistait.
Le dynamisme de l'interprétation cesse pour 1500 ans au lieu d'élaborer la théologie de l'incarnation qui commence à se faire jour. Aucun éclaircissement sur la possibilité de la double nature n'est donné ni, dans le cadre philosophique néo-platonicien, ce que signifie pour une personne le fait d'avoir deux natures. Hick critique aussi la formulation que le corps de Jésus est humain mais son esprit est divin car le choix du terme esprit ne lui semble pas plus légitime que la dichotomie corps/esprit tout à fait étrangère à l'anthropologie biblique. Il insiste donc sur l'aspect docète de cette formulation, car que serait un homme dont l'esprit est divin, si ce n'est un non-humain ? On voit ressurgir dans la critique de Hick, qui fut un chrétien évangélique, ce passage du livre de la Genèse, chapitre 6, où les enfants produits de l'union des fils de Dieu et des filles des hommes sont des avortons.
Aussi, au littéralisme qui ne lui semble pas viable, Hick oppose la compréhension métaphorique pré-conciliaire: si Jésus incarne son père, c'est que réalisant la volonté de Dieu, il devient une figure emblématique de son amour pour l'humanité. Au lieu d'une christologie ontologique, on a une christologie existentielle.
On peut résumer (un peu abusivement, tout de même) sa christologie sous trois formes différentes :
- dans la mesure où Jésus réalise la volonté de Dieu, Dieu agit à travers lui sur terre et donc, s'incarne à travers la personne de Jésus,
- dans la mesure où Jésus réalise la volonté de Dieu, on peut dire qu'il incarne un message de Dieu pour l'humanité,
- dans la mesure où Jésus a mené une existence portée par l'amour et la charité, il incarne un amour qui est le reflet de l'amour infini de Dieu.

## Polémique autour du relativisme religieux
Joseph Ratzinger, alors à la tête de la congrégation pour la doctrine de la foi, le dénonça dans le cadre de sa polémique contre le pluralisme religieux comme le représentant le plus en vue du « relativisme » religieux. Le thème directeur de Hick est l'égale dignité, l'égale vérité et l'égale efficacité en matière de salut de toutes les religions, idée qui n'est pas partagée par le catholicisme.
Lorsque la congrégation pour la doctrine de la foi mena une enquête sur les travaux de Roger Haight (en), Peter Phan (en) et Jacques Dupuis, elle découvrit qu'ils avaient tous en commun Hick comme source d'inspiration. C'est ainsi que, malgré lui, Hick aura été à l'origine de la déclaration Dominus Iesus.

## Appartenances
Après avoir été membre de l'Église réformée unie en Grande-Bretagne (United Reformed Church), il est devenu en 2009 membre de la Société religieuse des Amis (quakers), un mouvement qu'il connaît depuis ses années d'étude en 1937-38 dans une école quaker de York, et avec lequel il semble avoir conservé des relations suivies. John Hick a été objecteur de conscience pendant la Seconde Guerre mondiale et s'est engagé dans la Friends' Ambulance Unit créée par des quakers.

## Publications

### Œuvres majeures
- Faith and Reason, 1957
- Evil and the God of Love, 1966
- Death and Eternal Life, 1976
- God has many names, 1988
- An Interpretation of Religion, 1989
- The Metaphor of God Incarnate, 1993

### Articles en français
- « Des lampes différentes, une même lumière » (trad. G. Castelnau), Évangile et Liberté, no 232,‎ octobre 2009 (lire en ligne) – Conférence sur le pluralisme donnée en 2003 à Birmingham, contient la Charte du pluralisme